# Don't Tell a Soul (filme)
Don't Tell a Soul (bra: Segredos Ocultos) é um filme estadunidense de 2020, do gênero suspense psicológico, dirigido por Alex McAulay em sua estreia na direção de um longa-metragem, e estrelado por Jack Dylan Grazer, Fionn Whitehead, Mena Suvari e Rainn Wilson. Com um roteiro do próprio McAulay, a trama retrata a história de um segurança que tenta negociar sua sobrevivência ao ficar preso em um buraco depois de perseguir dois ladrões adolescentes.
"Don't Tell a Soul" estreou no Festival de Cinema de Deauville em 8 de setembro de 2020. Nos Estados Unidos, o filme foi distribuído nos cinemas com um lançamento limitado em 15 de janeiro de 2021.

## Enredo
Matt (Fionn Whitehead), de 17 anos, precisa sustentar sua mãe Carol (Mena Suvari), que está morrendo. Para isso, ele obriga seu irmão mais novo, Joey (Jack Dylan Grazer), de 14 anos, a ajudá-lo a vandalizar e roubar uma casa isolada que está sendo fumigada, enquanto utilizam máscaras de gás para proteger suas identidades. Após o roubo, o segurança Dave Hamby (Rainn Wilson) os persegue pela floresta, mas cai em um poço abandonado. Matt decide deixá-lo no buraco para que ele não possa entregá-los à polícia.
Joey, sentindo-se culpado por manter o homem preso, começa a visitá-lo regularmente, levando água, comida, um saco de dormir e um walkie-talkie. Quando Matt descobre o que seu irmão está fazendo, ele urina na cabeça de Hamby para afirmar sua autoridade. Enfurecido porque Joey continua ajudando o homem, Matt joga uma lata de pesticida no poço para matá-lo.
Joey confronta Matt ao descobrir que ele usou o dinheiro roubado, que era para sua mãe, para fazer uma festa. Matt, em resposta, conta aos convidados da festa que Joey rouba de pessoas idosas. Joey, em vingança, revela que Matt matou um homem, o que faz seu irmão reagir violentamente e agredi-lo.
Joey volta para casa, onde descobre no noticiário que o homem no poço é Randy Michael Sadler, um fugitivo procurado por assassinar sua esposa e filhos. Ao retornar à floresta, Joey descobre que Randy sobreviveu ao pesticida usando a máscara de gás que ele havia deixado cair durante a perseguição. Randy confessa que roubou o uniforme de segurança e estava tentando recuperar o dinheiro roubado para si mesmo. Joey propõe um acordo: ele ajudará o homem a sair do poço em troca de ajuda para punir Matt. Usando uma corda, Joey resgata Randy e o leva para sua casa. Carol reconhece o criminoso das notícias e fica chocada ao saber que seu filho está o ajudando.
Enquanto isso, Matt denuncia Joey como o responsável pelo roubo aos policiais Smith (Richard Fike) e Crane (Abigail Froehle), responsáveis pela investigação do vandalismo. Acidentalmente, ele se incrimina ao revelar detalhes específicos e mencionar o homem no poço, sem ter informado a polícia antes. Matt acompanha os policiais de volta à casa, onde encontram Randy. Um confronto começa, e o homem atira nos dois policiais, mas Joey impede que ele os mate. Joey e Randy então levam Matt para o poço na floresta. Após forçar o garoto a entrar no buraco, Randy faz com que Joey xingue seu irmão, e depois o empurra no poço também. Furioso, Matt espanca Joey até deixá-lo inconsciente.
Mancando, Randy começa a sair da floresta, mas é confrontado por Carol, que está armada. Ela revela que matou seu marido abusivo e, após uma conversa sobre suas famílias problemáticas, atira e mata Randy. Temendo que tenha assassinado seu irmão, Matt finalmente consegue reanimar Joey e pede desculpas, chorando arrependido por suas ações. Os irmãos se abraçam enquanto Carol vem em seu socorro.

## Elenco
- Jack Dylan Grazer como Joey Chambliss
- Fionn Whitehead como Matt Chambliss
- Mena Suvari como Carol Chambliss
- Rainn Wilson como Dave Hamby / Randy Michael Sadler
- Graham Lutes como Tom Chowdee
- Brian Tanke como Plunkett
- Max Neace como Plunkett Jr.
- Richard Fike como Policial Smith
- Abigail Froehle como Policial Crane

## Produção
Em janeiro de 2019, foi anunciado que Jack Dylan Grazer, Fionn Whitehead, Mena Suvari e Rainn Wilson haviam sido escalados para o elenco principal, com Alex McAulay dirigindo seu próprio roteiro, que também serviu como sua estreia na direção de um longa-metragem.

## Lançamento
A estreia do filme aconteceu no Festival de Cinema de Deauville em 8 de setembro de 2020. A produção estava programada para ser exibida anteriormente no Festival de Cinema de Tribeca em 23 de abril de 2020. No entanto, o festival foi cancelado devido à pandemia de COVID-19. Pouco depois, a Saban Films adquiriu os direitos de distribuição da produção na América do Norte.
Nos Estados Unidos, o filme foi distribuído por 115 cinemas com um lançamento limitado em 15 de janeiro de 2021, além de ser disponibilizado sob demanda pela Saban. Foi lançado em DVD e Blu-ray em 16 de março de 2021, pela Lionsgate.

### Bilheteria
No final do terceiro fim de semana após seu lançamento, o filme arrecadou US$ 167.000 nos cinemas.

## Recepção
Richard Whittaker, em sua crítica para o The Austin Chronicle, escreveu: "No caso de Wilson, ele se encaixa perfeitamente nessa equação como o pai substituto em quem Matt pode descontar seu único senso de vingança contra seu falecido pai, e em quem Joey encontra algo semelhante à aprovação parental".
No Rotten Tomatoes, site agregador de críticas, 73% das 15 críticas do filme são positivas, com uma classificação média de 6,1/10. O Metacritic, que utiliza uma média ponderada, atribuiu ao filme 45/100 pontos baseados em 4 críticas, indicando críticas "mistas ou medianas".